# Lena Hades
Lena Hades est une artiste peintre russe née le 2 octobre 1959 en Sibérie qui vit et travaille à Moscou.

## Son œuvre
Lena Hades est l'auteur d'un cycle d'œuvres inspirées d'Ainsi parlait Zarathoustra du philosophe Nietzsche.
Ses œuvres se trouvent dans les musées — dans la galerie Tretiakov, le musée Pouchkine, le Musée d'art moderne de Moscou etc. 
L'Académie des sciences de Russie a publié en 2004 le livre de Nietzsche Ainsi parlait Zarathoustra en russe et en allemand avec 20 reproductions des tableaux de Lena Hades, c'était la première édition scientifico-artistique au monde du livre de Nietzsche. Le livre contient aussi des articles des historiens d'art Jean-Christophe Ammann, Aleksander Jakimovitch et Olga Yushkova.